# Metalasia bodkinii
Metalasia bodkinii là một loài thực vật có hoa trong họ Cúc. Loài này được L.Bolus mô tả khoa học đầu tiên năm 1927.